# Hymenodiscus aotearoa
Hymenodiscus aotearoa is een zeester uit de familie Brisingidae.
De wetenschappelijke naam van de soort werd, als Brisingella aotearoa, in 1973 voor het eerst gepubliceerd door Donald George McKnight.